# Venø
Venø er en ø beliggende i Limfjorden nord for Struer. Den er cirka 7,5 km lang og 1,5 km bred på det bredeste sted og har et areal på 6,46 km². Farvandene omkring øen er opkaldt efter den – mod vest findes Venø Sund og mod øst Venø Bugt. Venø huser 185 indbyggere (2011), foruden ca. 96 efterskoleelever på Venø Efterskole. Øen var indtil 1970 en selvstændig kommune. Derefter blev øen en del af Struer Kommune, som den 1. januar 2007 blev til den nye Struer Kommune. Øen har et areal på 641 ha. Det nordligste punkt er Bradser Odde, der også er øens østligste punkt. Længst mod syd ligger Venø Odde, mens det vestligste punkt er Rønknæ. Øens sydligste halvdel er lavtliggende, mens den nordlige halvdel er mere højtliggende med den 26,8 m høje Forstov Bakke som øens højeste punkt.
Der er ingen fast forbindelse til øen, men en færgeforbindelse fra øens sydspids til fastlandet ved Kleppen, få kilometer nord for Struer. Færgeturen til Venø er en af de korteste i Danmark med en overfartstid på kun 2 minutter. Den nye Venø Færgen, som blev sat i drift 1. september 2010, sejler hvert tyvende minut fra kl 7.00 til kl 20.00, derefter hver halve time til midnat. M/F Venøsund II er nu reservefærge. Udrykningskøretøjer har fortrinsret på færgen og når der ringes 1-1-2, bliver færgepersonalet informeret fra alarmcentralen, så færgen kan ligge klar til at sejle ambulancen til Venø uden ventetid. På Venø findes en hjertestarter, som er placeret midt på øen ved kirken. Hjertestarteren hænger ved indgangen til toilettet i kapellet
Venø by ligger cirka fire kilometer nord for færgelejet. 
Venø Kirke, bygget omkring 1536, er opført i kløvede kampesten. Kirken består af et udelt langhus og et våbenhus. Samtlige mure er kalket hvide og taget er behængt med røde teglsten. Der er intet tårn. Kirkeklokken fra 1636 er i stedet ophængt i en niche i kirkens vestende.
Børnene fra Venø går i Bremdal Skole i Struer fra 0. til og med 7. klasse. Nogle børn fra Venø bliver kørt i skole af forældrene, der i forvejen kører lige forbi skolen på arbejde, eller de tager med bussen.

## Erhvervsliv
Venø Havn blev for omkring 100 år siden etableret af øens fiskere og landmænd, men er udvidet, uddybet og renoveret flere gange siden. I 1999 blev det nye havnehus bygget. I 2002 blev selve havneanlægget udsat for en større renovering med bl.a. træbeklædning og forbedret spuns. 
Venø Færgefart blev etableret under privat regi i 1958, hvor man sejlede 16 dobbeltture om dagen. Struer Kommune driver i dag færgeriet, som har to færger og 10 fuldtidsansatte. Der transporteres ca. 260.000 passager og 130.000 køretøjer årligt, fordelt på 48.000 afgange.
Venø Efterskole på østsiden af øen har ca. 96 elever et personale på ca. 20. Der er fire linjer: Natur & friluftsliv, Design, Forfatterlinjen og Surf & sejlads. Skolen blev oprettet af en kreds af Venøs beboere i 1997. Siden er skolen blevet udbygget i flere omgange.
Gården Nørskov på nordspidsen af Venø producerer Venø-kartofler og lammekød fra 75 moderfår. Produkterne sælges direkte fra gården og gennem bl.a. to fødevarenetværker.
Venø Billedværksted er både galleri og værksted, hvor Lis Møller Jensen maler, tegner og udfører grafiske arbejder.
Venø Fish Farm A/S, der blev etableret i 2005, producerer østers og fisk. Beliggenheden i denne del af Limfjorden gør, at der er en løbende tilstrømning af frisk havvand med den rette saltkoncentration for både østers- og fiskeproduktion
Knud Overgaard overtog i 1989 Venø Bussen efter "Bus-Carl" (Carl Anker Jensen), der havde kørt skolebussen til fastlandet siden 1959. Venø Bussen beskæftiger sig med skolekørsel, selskabskørsel og turistkørsel med tre turistbusser og to minibusser, foruden ruten Venø-Struer. 
Frede Kristensen har siden 2004 drevet sin virksomhed Classic Audio på Venø. Selve virksomheden startede han i 1999 som bierhverv, men med samme koncept som nu: TOTAL renovering af klassiske audioprodukter fra perioden 1965 – 1980. Det er først og fremmest audioprodukter fra Bang & Olufsen, Thorens, Revox, Quad Electroacoustics og Tandberg. Et audioprodukt vil sige: højttaler, forstærker, radio, pladespiller eller båndoptager.
Der er endvidere et tømrefirma, byggefirma og en psykolog på øen.

## Historie
Ægteparret Mads Andersen (1834-1888) og Ane Katrine Andersen (1837-1924) ernærede sig ved fiskeri, ligesom Mads Andersen tre gange ugentlig afhentede posten for venøboerne i Struer. Da Mads Andersen 1888 døde af tuberkulose, overtog Ane Katrine hans arbejde og fik herfor kaldenavnet "Ane Katrine Post".  Om morgenen kl. 8 afhentede hun hos præsten den aflåsede posttaske, og gik så med posttaske, kurv og eventuelle pakker ned til Venø Odde, hvor hun blev roet over til Kleppen og vandrede langs stranden til Struer, hvor hun købte hvedebrød og tog forskellige pakker og varer med til præsten og andre, og ofte – med et eller to store brød bundet på ryggen – vandrede hun tilbage langs stranden. Ved tretiden nåede Ane Katrine Post tilbage til Præstegården efter at have vandret en tur på ca. 20 km med oppakning. Her modtog præsten den aflåsede posttaske, og indholdet blev nu fordelt til skolebørnene, der sørgede for, at breve og lignende blev fordelt.
1883 fik øen en anden postordning. Mads Andersen, ”æ Post”, sejlede en gang om dagen til Struer. 1903 opførte postbud David Nygaard Madsen (1875-1931) et husmandssted i Venø By, der også fungerede  som postbolig. Sendere blev det igennem flere år drevet som sommerpensionat ”Postboligen”, som  i nutiden er kendt som "Venø Kro".
Overfarten til Venø havde indtil postforbindelsen bestået af en rofærge. David Nygaard Madsen var initiativtager til den sejlende postforbindelse mellem Venø og Struer. Postbåden "Ternen" var en såkaldt hurtigsejlende, åben limfjordssjagt med sejl som drivkraft. Senere blev denne forsynet med motor og styrhus. Losning af post og fragt forekom i nogle år ved landgangsbroen ved Venø By, men blev senere i 1926 blev effektiviseret ved anlæg af Venø havn, som af økonomiske grunde måtte anlægges i to omgange. Efter David Nygaard Madsens tid ved roret overtog hans plejesøn Mads Svarre (1902-2000) 1929 ruten Venø-Struer med den nye og større postbåd ”Svanen” indtil 1945, hvorefter det gik på fremmede hænder, til det blev epokeafslutning med postbåd mellem Venø og Struer. 
Den 23. juni 1933 tog lærerinde Emma Jacobsen eleverne ned til badestedet ved Venø By. Den stærke strøm førte en af hendes elever væk fra stranden. Emma Jacobsen svømmede ud til pigen og formåede at holde hende fast. Da hjælpen kom, var begge bevidstløse. Det lykkedes at bringe den lille pige til live igen, men lærerinden mistede livet. Uden for kirkegården mod syd findes en mindesten for Emma Jacobsen.
Efterhånden som landbruget og køretøjerne udviklede sig, opstod der blandt øens landmænd et ønske om at indsætte en ”rigtig” færge på overfarten. I 1956 stiftede de Venø Færgefart, og for en pris af 30.000 kr. købte de færgen fra Fur. Og den 6. juni 1958 sejlede færgen, der nu hed M/F Venøsund, sin første tur for Venø med automobiler ombord.
Ægteparret Else Maria Jensen Og Carl Anker Jensen startede en købmandsforretning (Else Maria Jensen) og den såkaldte "venøbus" (Carl Anker Jensen), der hver dag kørte ind til Struer og hentede post med tilbage til øboerne, hvor den kørte en rute rundt på øen med posten. 
2003 blev Venøs lille skole og børnehave nedlagt. Der var ca. 10-15 elever fordelt fra børnehaveklassen op til 4. klasse, og som det eneste sted i landet fungerede præsten på øen også som skolelærer.

## Foreninger
- VenøBoen er en beboerforening, hvis formål er at virke for venøboernes indflydelse og medbestemmelse i beslutninger, der berører Venøs beståen og udvikling som levedygtigt øsamfund. Foreningen arbejder for at sikre bevarelse af kirke, skole, købmand, bus og færge samt andre fælles goder. Foreningen virker som kontaktled til bl.a. Struer Kommune og og andre myndigheder. VenøBoen er medlem af Sammenslutningen af danske småøer.
- Venø Aktivitetskluberen forening for øens pensionister.
- Venø Borger- og Grundejerforening er stiftet i 1997 som en beboerforening for fastboende og sommerhusejere på Venø.
- Venø Børne- og Ungdomshus danner ramme om ungdomsklub og fritidsundervisning med malerskole for børn og unge samt lektiecafé.
- Venø Gymnastik- og Idrætsforening med ca. 100 medlemmer.
- Venø Musikforening arrangerer koncerter med overvejende kammermusik.
- Venøsund Færgelaug blev stiftet i januar 2011 med det formål at sikre Danmarks ældste stadig aktive bilfærge som et aktiv i den lokale kulturhistorie.
- Venø Vandværk er et privat forbrugerejet vandværk, der blev stiftet i 1954. Vandværket leverer drikkevand til 161 forbrugere, og vandet hentes op fra to boringer på Venø.

## Turisme
Venø Kro er beliggende på vestsiden af Venø, 5 km nord for færgelejet og ca. 150 m nord for Venø havn. Kroen har plads til 150 personer og er særlig kendt for specialiteter som rulleål og Venøbøf. 
Midt på øens østside ligger Venø Klit Camping.  På  pladsen er der toilet og bade faciliteter, lille køkken, legeplads til børnene, wifi, strøm osv. Pladsen er en forenings drevet campingplads, som drives af fastliggerne på pladsen. Pladsen ligger lige ned til en børnevenlig strand med badebro. På pladsen er der også en lille købmand, hvor der er mulighed for at købe en lille forfriskning.    
På Venø Havn ligger Havnehuset med butik, cafe, sejlerstue  og badefaciliteter. Der er ved havnen badestrand, grillpladser, picnicborde, bålplads, cykeludlejning med mere. Om sommeren er der på Venø Havn ofte underholdning og spisning. 
Venø Havnehotel er indrettet i den gamle købmandsgård og ligger centralt i Venø By med udsigt til Venø Havn. Hotellet udlejer et stort dobbeltværelse, et værelse med 2 enkeltsenge, et værelse med 1 enkeltseng og 1 køjeseng. Der er fælles køkken, fælles bad/toilet og 2 opholdsstuer med udgang til sydvendte solterrasser. Venø Klit Camping  ligger ned til vandet på østsiden af øen. 
Der er endvidere på øen 2 lejrskoler, feriehusudlejning, B&B, galleri og boder med salg af blandt andet lokale fødevarer. 
Den tidligere færge Venøsund har hjemsted i Venø Havn. Her har færgelauget også et ”havneskur”, hvor der fortælles om færgen og færgefarten til Venø gennem tiderne.
Venø Fish Farm kan arrangere en rundvisning, som består af en tur med rundviser til uden- og indendørs bassiner samt lysbilledforevisning i et fremvisningslokale. Afhængigt af sæsonen er der mulighed for at se østersbassinerne. Rundvisningen varer 45 – 60 minutter og koster ca. 25 kr. – pr. deltager. Deltagerantallet skal minimum være på 15 personer.
Nordvest for Nørskov er der et udsigtspunkt med bord og bænk. Der er udsigt til Oddesund og strandsøen Klovvig. Umiddelbart før gården står der et grønt skilt, som viser, at man med langsom fart kan køre bag om gården og følge markvejen op til udsigtspunktet. I reservatet Nørskov Vig yngler klyde og havterne. Vigen er blandt andet rasteplads for hvinand, toppet skallesluger og sæler.